# Спортивне орієнтування

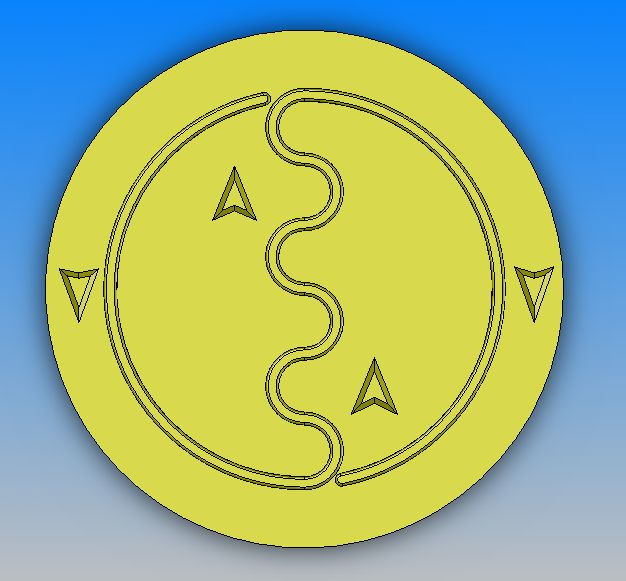

Символ контрольного пункту

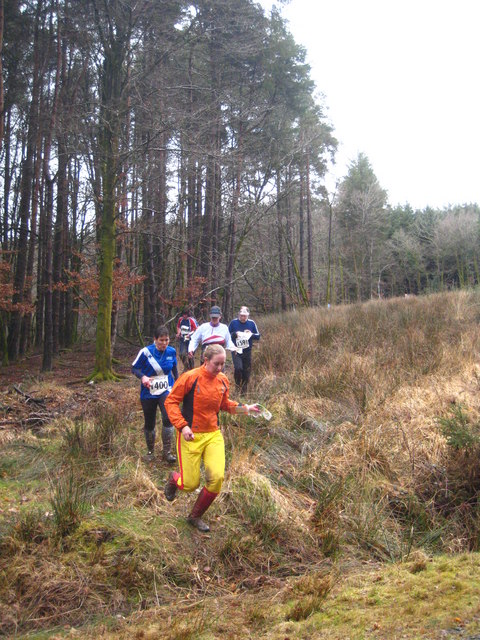
Спортсмени зі спортивного орієнтування на маршруті.

Спортивне орієнтування — вид спорту, суть якого полягає в орієнтуванні на місцевості за допомогою карти та компаса та найшвидшого знаходження заданих контрольних пунктів.

## Історія
Спортивне орієнтування як вид змагання започатковане у Скандинавії, як елемент підготовки Збройних Сил. Турніри зі спортивного орієнтування до 1895 проводили тільки армії Об'єднаного, на ті часи, Королівства Швеції і Норвегії. Згодом такі змагання стали проводитися і поза армією. Зокрема спортивний клуб «Tjalve» поблизу столиці Норвегії Осло 31 жовтня 1897 провів перші невійськові змагання. Правила змагань набрали сучасний вигляд тільки з 1918, коли президентом Стокгольмської Любительської Асоціації Легкої Атлетики майор Ернст Килландер запропонував новий вид кросс-кантрі змагань (cross-country / x-country). Спортсмени могли вибирати свої переміщення, були введені основні поняття спортивного орієнтування: основні правила спорту, параметри і види дистанцій, вибір орієнтирів для постановки контрольних пунктів, вікові категорії і правила організації змагань. Майора Килландера можна вважати «батьком спортивного орієнтування».
Популярність спортивного орієнтування збільшувалася, з'явилися його різновиди. Так, змагання з нічного орієнтування було організовано в грудні 1922 у Стокгольмі. Перший чемпіонат на національному рівні був проведений у Швеції в 1923. Перші змагання серед жінок були проведені в 1925 біля міста Гетеборга. Зростала кількість країн, в яких проводилися змагання. Якщо у 1930 вони були тільки у Швеції, Норвегії та Фінляндії, в 1934 до них додалися Швейцарія, Угорщина та СРСР.
Перші відкриті міжнародні змагання були проведені біля Стокгольму в 1960 за участю семи країн.
У 1961 в Копенгагені була проголошена Міжнародна Федерація Спортивного Орієнтування, у яку ввійшло 10 країн: Болгарія, Данія, Західна та Східна Німеччини, Угорщина, Норвегія, Фінляндія, Чехословаччина, Швейцарія та Швеція. Перший чемпіонат Європи, що був проведений у Норвегії в 1962, згодом перейменували на чемпіонат світу. Перший чемпіонат Радянського Союзу пройшов в Україні у 1963 біля Ужгорода.

## Огляд
Спортивне орієнтування — складний багатокомпонентний вид спорту, в якому для досягнення високого результату необхідно в рівній мірі володіти всіма компонентами: фізичною, технічною, тактичною, психічною та інтегральною підготовленістю.
Спортивне орієнтування є видом спорту, в якому учасник змагань за допомогою спортивної карти і компаса повинен якнайшвидше подолати дистанцію, відвідавши певну кількість точок, які влаштовані на місцевості — контрольних пунктів. Контрольний пункт (КП) — це трикутна помаранчево-біла призма з розміром сторони 30х30 см, яку влаштовують на точному орієнтирі (горб, яма, галявина, інше), що є на карті, і обладнують засобом для відмітки (олівець, компостер або електронні засоби відмітки). На старті учасник отримує спортивну карту з нанесеними на неї КП, кількість яких, а також послідовність їх проходження, визначають судді. Переможець на дистанції визначається за найкращим часом проходження всіх позначених на карті КП. Учасників, як правило, поділяють на групи — відповідно віку (10 — 60 років і старші) і кваліфікації, наприклад: 21Е (еліта: МС та КМС) та 21А (розрядники), серед чоловіків і жінок. Основні типи дистанцій: спринт, середня дистанція, довга дистанція і естафети (2-4 етапні). Найпопулярніший вид спортивного орієнтування — за заданим напрямком. Це коли точки КП на карті з'єднані послідовно один за одним лініями. Спортсмен повинен саме в такій послідовності проходити їх. Також існує спортивне орієнтування за вибором, суть якого пологає в тому, що спортсмен повинен сам обирати послідовність проходження КП, регламентується лише їх кількість — для старших груп їх (КП)більше, для молодших — менше. Існує також спортивне орієнтування на намічених дистанціях. Суть його полягає в тому, що на старті спортсмен отримує «чисту» карту, тобто без нанесених ній КП та дистанції. Спортсмен від старту починає рух орієнтуючись по маркерам (кольорових стрічках тощо), на шляху руху спортсмена зустрічаються КП, на яких засобом відмітки є маркер чи олівець, яким на карті потрібно зробити відмітку у вигляді хрестика, на тому місці карти, де на думку спорстмена-орієнтувальника знаходиться точка КП.

## Спортивне орієнтування в Україні
У 1963 біля Невицького замку у Закарпатті були проведені І Всесоюзні змагання зі спортивного орієнтування. У цих змаганнях брали участь збірні команди України, Києва та Одеси. Але основи спортивного орієнтування закладались в Україні значно раніше, коли в змаганнях туристів з'явився окремий вид, в якому дистанцію з орієнтування долала разом уся команда.

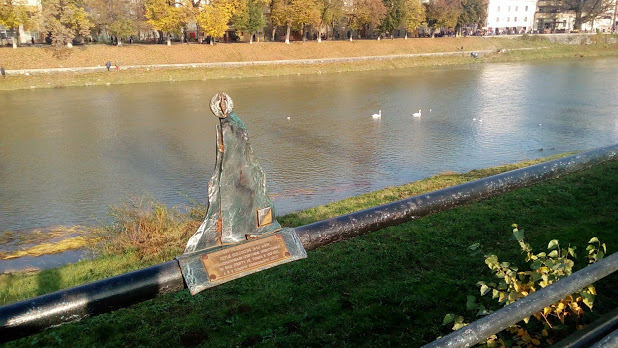
Пам'ятний знак в честь перших змагань зі спортивного орієнтування - Ужгород

У травні 1963 у м. Каневі пройшов перший чемпіонат України з орієнтування. Проводила змагання Українська республіканська рада з туризму та екскурсій. Команди усіх областей України були укомплектовані відомими у той час туристами, багато з яких займаються туризмом й досі. Так, за київську команду виступав Б. Леві, який потім став Майстром спорту з туризму та суддею Всесоюзної категорії з орієнтування, за одеську — В. Кашинцев, який багато років очолював відомий всім туристам України Одеський міський клуб туристів та багато інших. Командну перемогу одержала команда Одеси. В особистому заліку першими чемпіонами України стали Е. Степаненко (Одеса) та В. Смірнов (Київ). Друге місце зайняла В. Силенко, туристка з Луганська, яка невдовзі стала киянкою.
Команди України на І Всесоюзних змаганнях з орієнтування того ж 1963 р. також були укомплектовані туристами. Найкращими у командах України були в індивідуальних змаганнях: наймолодша учасниця Всесоюзних змагань О. Смірнова (Білецька) — 6 місце та Б. Леві — 9 місце (обоє Київ). У парних змаганнях одеська пара Е. Степаненко та К. Бойко зайняла 6 місце. Це був вагомий успіх, бо орієнтуванню України був тільки один рік, а прибалтійські спортсмени, ленінградці та москвичі вже мали за плечима чималий досвід.
Спортивне орієнтування та туризм ще довго йшли разом. Становлення орієнтування у Радянському Союзі та в Україні нерозривно пов'язано з туристським активом, який створював правила, малював карти, проводив змагання, готував команди.
Поступово цей актив дедалі більше уваги віддавав орієнтуванню, але продовжував ходити у походи. Першим головою республіканської Федерації з спортивного орієнтування був Михайло Горностайпольський, а нині вже покійний, виходець з туризму.
І тільки з передачею орієнтування від Всесоюзної ради з туризму до Спорткомітету СРСР ці два види спорту почали існувати окремо.
Зараз, згідно з класифікацією Міжнародної федерації спортивного орієнтування (IOF) існує кілька різних видів цього спорту: орієнтування бігом, орієнтування на лижах, орієнтування на велосипедах та 
трейл орієнтування.